# Зеки-паша
Зеки-паша (тур. Zeki Paşa), также известный как Зеки Колач (тур. Zeki Kolaç), Мехмет Зеки Бараз (тур. Mehmet Zeki Baraz), Халепли Зеки Паша (тур. Halepli Zeki Paşa), с 1934 года согласно Закону о фамилии по официальным документам Зеки Бараз Колач Кылычоглу (тур. Zeki Baraz Kolaç Kılıçoğlu; 1862, Алеппо — 1943, Стамбул) — турецкий фельдмаршал, участник Балканских войн и Первой мировой войны на стороне Османской империи.

## Биография
Зеки родился в Алеппо. Окончил Османскую военную академию в 1883 году и Штабное училище в 1887 году. В 1894 году как командир 4-го корпуса (4-й Анатолийской армии) участвовал в подавлении отрядов самообороны армян и борьбе против Сасунской самообороны, за что был отмечен государственными наградами. Зеки-паша сообщал, что истребил всех выступавших и сделал так, что подобная ситуация в Турции больше не повторится.
В 1912—1913 годах Зеки-паша командовал Вардарской армией Османской империи во время Первой Балканской войны. Следуя приказам Назима-паши, начальника штаба армии Османской империи, Зеки-паша завязал битву под Кумановом, но из-за провалов на флангах и невозможности подавить сербскую артиллерию потерпел поражение, а вся его армия была разгромлена. Во время отступления один солдат в порыве гнева попытался убить командира, что усилило панику в рядах турок. Вся Вардарская армия, состоявшая из 7-го корпуса Фетхи-паши, 6-го корпуса Джавида-паши и 5-го корпуса Кара Саида-паши, отступили в Монастир (ныне Битолу). Зеки-паша, заняв оборонительные позиции на Облаковских высотах к северо-западу от Монастира, но проиграл и последующую битву, не справившись с сербской артиллерией и пехотой (был убит Фетхи-паша).
21 ноября 1914 года Зеки-паша был назначен турецким военным представителем при императоре Германии Вильгельме II и отправился в Германию, но после капитуляции Германии вернулся в Стамбул и продолжил службу в качестве начальника Генерального штаба с 23 октября 1920 по 1 ноября 1922 года. Уволился из армии в 1923 году, остаток жизни провёл в Стамбуле.